# Centre commercial de Varissuo
Le centre commercial de Varissuo (finnois : Varissuon liikekeskus) est un centre commercial situé dans le quartier de Varissuo à Turku en Finlande.

## Présentation
Le centre commercial a été conçu par le cabinet d'architectes Laiho−Pulkkinen−Raunio Oy, qui a aussi conçu le centre de santé, la bibliothèque et l'église de Varissuo.
Le centre commercial a été  construit par Urakoitsijat Oy et sa construction s'est achevée en 1981. 
La ville voulait faire appel au même architecte pour les bâtiments publics afin obtenir un résultat homogène.
Le but était de bâtir du centre un centre de services pour tout l'est de Turku. 
Le centre a été placé afin de relier les deux parties de Varissuo séparées par Littoistentie et de les régler aussi par une liaison piétonne.
Le centre d'affaires abrite un point d'accueil de  Posti. 
On y trouve des épiceries, une laverie, un kiosque, des coiffeurs, une boulangerie, des magasins de bricolage et plusieurs restaurants. 
Le centre abrite en tout 22 magasins.

## Accès
Le centre est desservi par les lignes de bus 12, 31, 32, 32A, 42, 74, 90, 91, 99 et P2.

## Commerces et services
Les enseignes présentés en 2022 sont:
Beauté, santé et bien-être
- Pharmacie
- Fitness 24 Seven
- Coiffeur Skala
- Coiffeur Annikankulma
- Coiffeur Finlandia

Vêtements et maison
- Couture Cinderella
- LuxHome cuisine et cadeaux
- Hani Shop

Services
- Posti
- Laverie
- Pelaamo
- Ekorens Group
- Ecole de conduite Smart Driver

Restaurants et cafés
- Pub Vanha Varis
- Restaurant basso
- Pizzeria-Kebab Natali
- A&B Konditoria

Grands magasins et épiceries
- K-Supermarket Annika
- R-Kioski
- City-Tokmanni
- Épicerie Golan Food
- Turun Naan-leipä
- Nadale Shop